# Josef Efrati

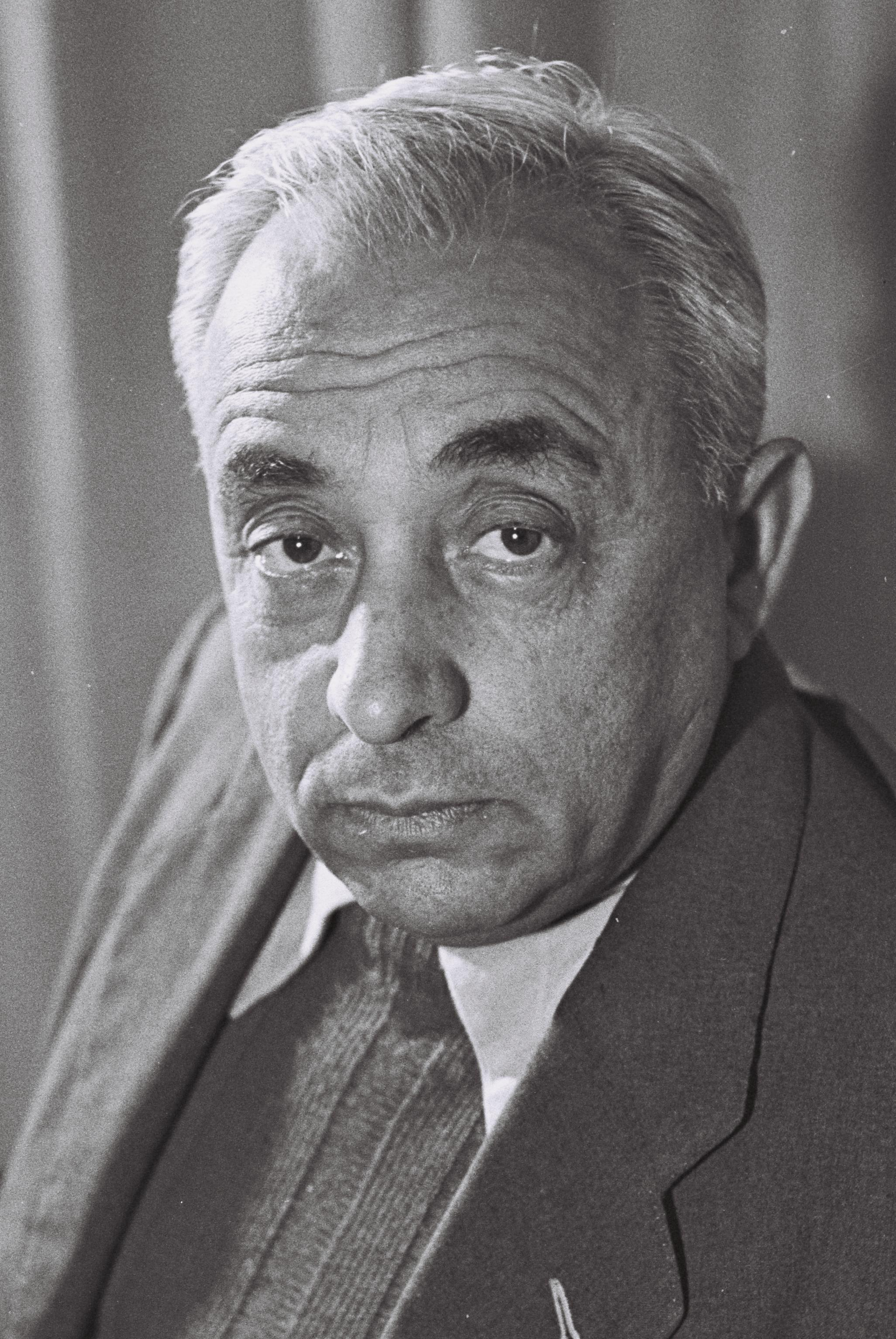
Porträt von Josef Efrati

Josef Efrati (hebräisch יוסף אפרתי‎; geboren 19. Februar 1897 in Pinsk, Russisches Kaiserreich; gestorben 8. Februar 1975) war ein israelischer Politiker, der als Abgeordneter der Mapai stellvertretender Landwirtschaftsminister vom 9. Juli 1952 bis zum 24. Dezember 1952 war.

## Leben
Er besuchte einen Cheder und wanderte 1914 nach Palästina ein, wo er eine Landwirtschaftsschule in Petach Tikwa absolvierte. 1917 ließ er sich mit einer Gruppe in Be'er Tuwjia (hebräisch בְּאֵר טוֹבִיָּה) bei Kirjat Mal’achi nieder. Von 1923 bis 1925 war er an einer landwirtschaftlichen Forschungsanstalt in Ben Shemen (hebräisch בֶּן שֶׁמֶן) bei Lod tätig. 1925 zog er nach Gewa.

## Politik
Er war ein Mitglied von HaPoel HaZair und später der Mapai. Er war einer der Leiter der Siedlungsbewegung Merkas HaChakla'i (hebräisch המרכז החקלאי). Bei den Wahlen 1949 gelangte er auf der Wahlliste der Mapai in die Knesset. 1951 wiedergewählt, wurde er am 9. Juli 1952 zum stellvertretenden Landwirtschaftsminister ernannt. In allen Wahlperioden, denen er der Knesset angehörte, war Efrati Mitglied des Finanzausschusses. Bei den Wahlen von 1955, 1959 und 1961 wurde er wiedergewählt. 1965 verlor er seinen Sitz in der Knesset.